# Lumière zodiacale

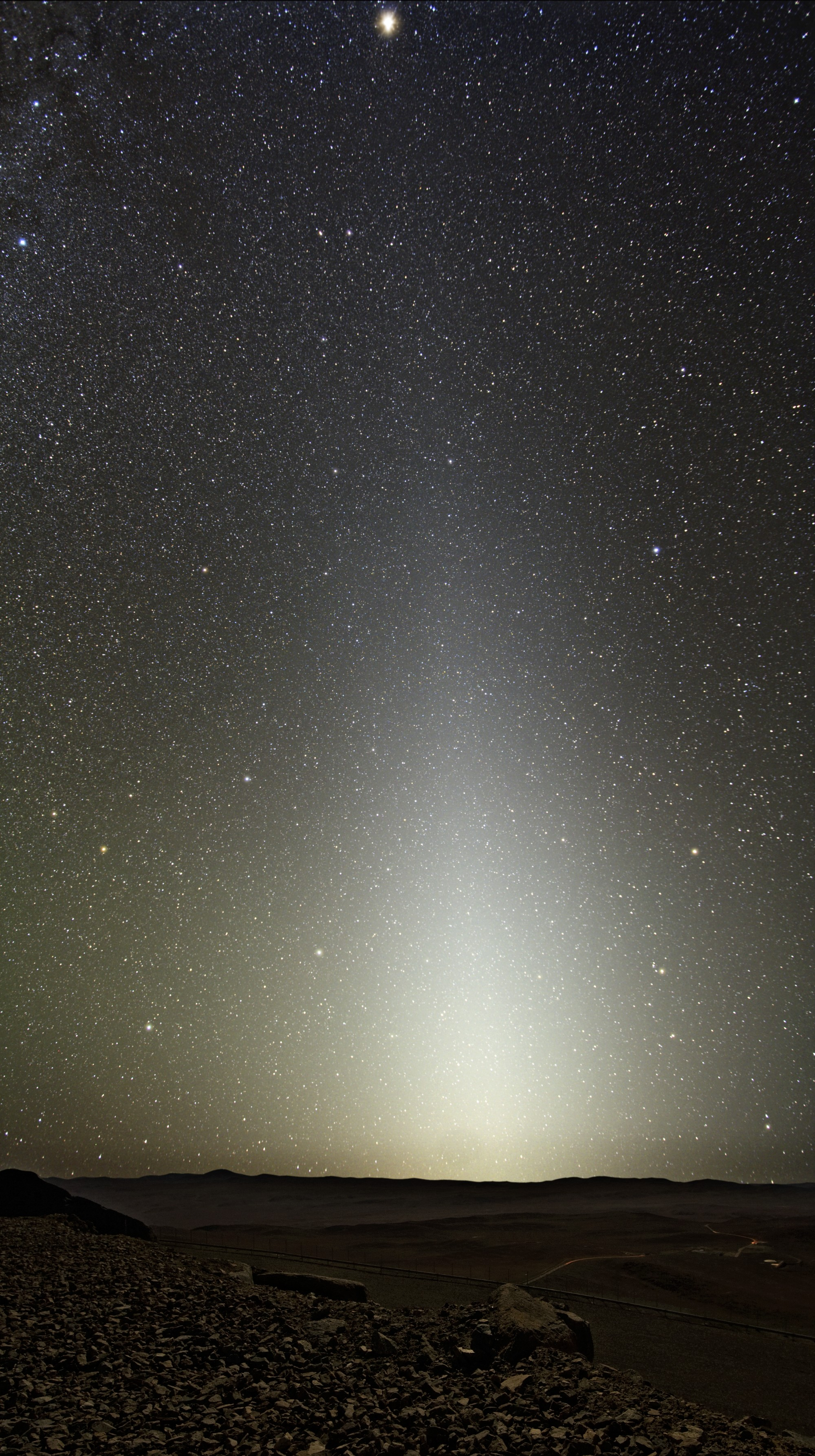
Lumière zodiacale, vue de l'observatoire du Cerro Paranal, Chili.

La lumière zodiacale est une faible lueur de forme vaguement triangulaire visible sur le ciel nocturne et qui s'étend le long de l'axe du Soleil sur le plan de l'écliptique (et donc du zodiaque, qui lui a donné son nom). Ce phénomène apparaît le mieux après le coucher du Soleil au printemps, ou avant son lever à l'automne, quand le zodiaque est perpendiculaire à l'horizon. Il est dû à la réflexion de la lumière solaire sur la poussière cosmique orbitant proche de la Terre, plus précisément la poussière circumterrestre.

## Principe
La lumière zodiacale est produite par la réflexion de la lumière du Soleil par les particules de poussière du milieu interplanétaire présentes dans le système solaire. Les matériaux qui la causent sont essentiellement des grains de matière éjectés par la queue de comètes de la famille de Jupiter (à 85 %) et non pas des poussières d'astéroïdes comme cela a longtemps été imaginé. Les astéroïdes contribuent au phénomène à hauteur de seulement 5 % et les comètes du nuage d'Oort à hauteur de 10 %[réf. nécessaire].
Ces poussières sont réparties dans un volume en forme de lentille centré sur le Soleil et s'étendant bien au-delà de l'orbite de la Terre : le nuage zodiacal. Comme la plupart de ces particules sont situées près du plan de l'écliptique, la lumière zodiacale semble principalement en provenir.

## Particularités
La quantité de particules de poussière nécessaire pour produire la lumière zodiacale est extrêmement faible : si les particules possédaient un diamètre de 1 mm (elles sont de taille bien plus faible, de plusieurs ordres de grandeur), et le même albédo que la Lune (réputée "brillante"), il suffirait que chaque particule soit distante de ses voisines de près de 10 km.
Le spectre de la lumière zodiacale est le même que celui du Soleil. Néanmoins, une partie de la lumière du Soleil est absorbée par les particules de poussière et ré-émise sous forme de radiation infrarouge. Cette émission induit une lente spirale des particules vers le Soleil, connue sous le nom d'effet Poynting-Robertson, ce qui implique qu'une source continue de particules est nécessaire afin d'entretenir la lumière zodiacale. On pense que les comètes et les astéroïdes sont responsables de ce phénomène. Ces dernières années, des observations réalisées par plusieurs sondes interplanétaires ont montré que des bandes de poussières associées à diverses familles d'astéroïdes et à des queues cométaires semblent liées à la structure de la lumière zodiacale.

## Observation
La lumière zodiacale est très faiblement lumineuse et complètement masquée par la lumière de la Lune ou toute pollution lumineuse. Aux latitudes moyennes nord, on l'observe le mieux vers l'ouest au printemps, après le crépuscule, ou vers l'est à l'automne, juste avant l'aube.
La lumière zodiacale décroît en luminosité avec la distance au Soleil, mais par certaines nuits très noires, on peut observer une bande continue d'environ 5 à 10 degrés de large tout le long de l'écliptique, connue sous le nom de bande zodiacale. En fait, la lumière zodiacale couvre le ciel dans son intégralité et est la source de 60 % de la luminosité d'une nuit sans Lune. À l'opposé de la lumière zodiacale, il est possible d'observer une lueur ovale très faible connue sous le nom de gegenschein.
Dès le XIXe siècle des chercheurs, dont Svante August Arrhenius ont imaginé que cette lumière pouvait donner des informations sur la nature des particules présentes dans l'espace là où elle est visible.